# 血管疾患
血管疾患（けっかんしっかん、英語：vascular disease）とは、血管そのもの、または血管腔に異常をきたした、血管を疾患の場とした病態の一群の総称。

## 動脈
- 動脈硬化
- 大動脈瘤
- 大動脈解離
- 高安動脈炎
- 動静脈瘻
- 閉塞性動脈硬化症
- 閉塞性血栓性血管炎
- レイノー病

## 静脈
- 静脈瘤
- 血栓性静脈炎
- 上大静脈症候群
- 静脈血栓塞栓症
- 脂肪塞栓症